# Graptomyza itoi
Graptomyza itoi är en tvåvingeart som beskrevs av Tokuichi Shiraki 1954. Graptomyza itoi ingår i släktet Graptomyza och familjen blomflugor. Inga underarter finns listade i Catalogue of Life.